# بخش جایزان
بخش جایزان یکی از بخش‌های تابعه شهرستان امیدیه در استان خوزستان در جنوب غربی ایران است.

## تقسیمات کشوری
- بخش جایزان
  - دهستان جایزان
  - روستای اَرمش
  - دهستان صفر

شهرها: جایزان

## مردم
مردم این بخش را بیشتر لرها  به خصوص ایل بهمئی تشکیل می دهند که به زبان لری بهمئی سخن می گویند.

## جمعیت
بنابر سرشماری مرکز آمار ایران، جمعیت بخش جایزان شهرستان امیدیه در سال ۱۳۸۵ برابر با ۱۵۲۲۹ نفر بوده‌است.